# 미스티 업햄
미스티 업햄(Misty Upham, 1982년 7월 6일~2014년 10월 5일)는 미국의 연극 배우이자 영화 배우 그리고 텔레비전 배우이다. 칼리스펠에서 태어났으며 오번에서 사망하였다.

## 영화
- 크롤스페이스(2016년) - 티나 월시 역
- 케이크(2014년) - 리즈 역
- 지미 P(2013년)
- 어거스트 : 가족의 초상(2013년) - 조나 모네바타 역
- 에브리 아더 세컨드(2012년)
- 드라이 랜드(2010년)
- 프로즌 리버(2008년) - 릴라 역
- 빅 러브(2006년)